# Cupra Leon

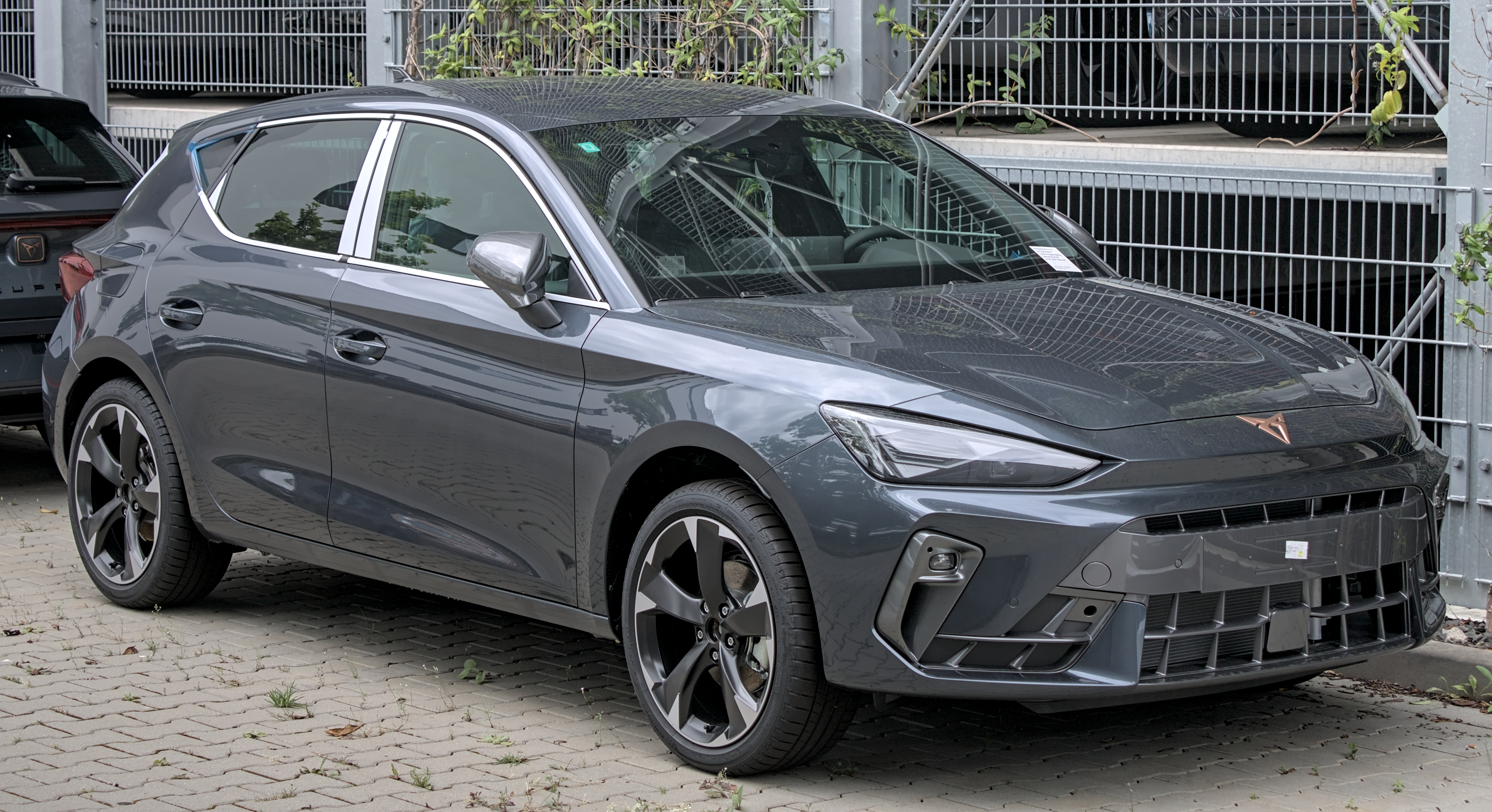
Cupra Leon po liftingu

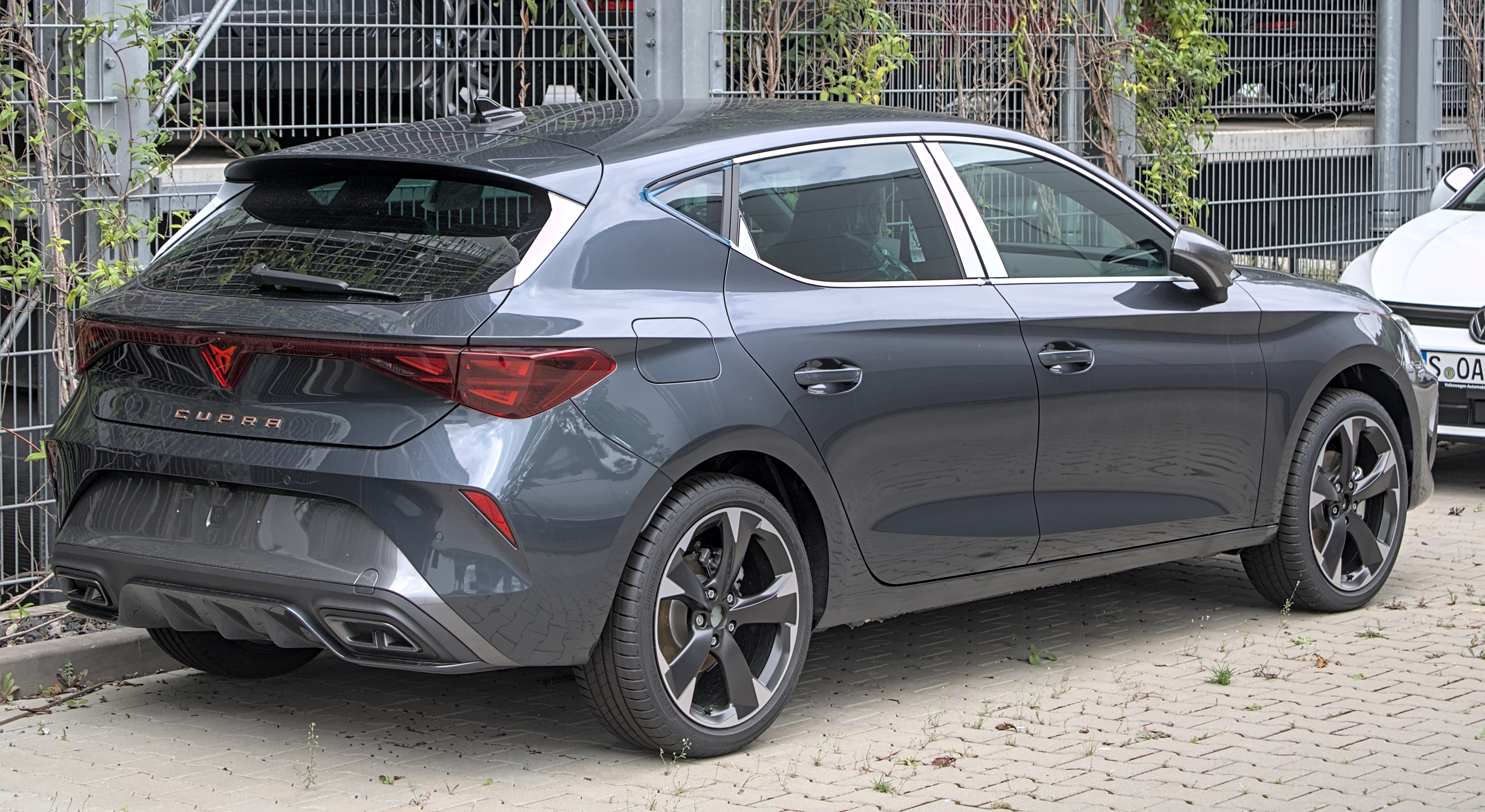
Cupra Leon po liftingu - tył

Cupra Leon – samochód osobowy typu hatchback lub kombi klasy kompaktowej produkowany pod hiszpańską marką Cupra. Został wprowadzony na rynek europejski w październiku 2020 roku w 4 wariantach – hybrydowym 1.5 TSI Plug-In oraz 2.0 TSI o mocy 245, 300 lub 310 KM. Wszystkie jednostki współpracują z 7-biegową przekładnią automatyczną DSG. Samochód oparto na platformie MQB Evo, wykorzystywanej m.in. w Volkswagenie Golfie.

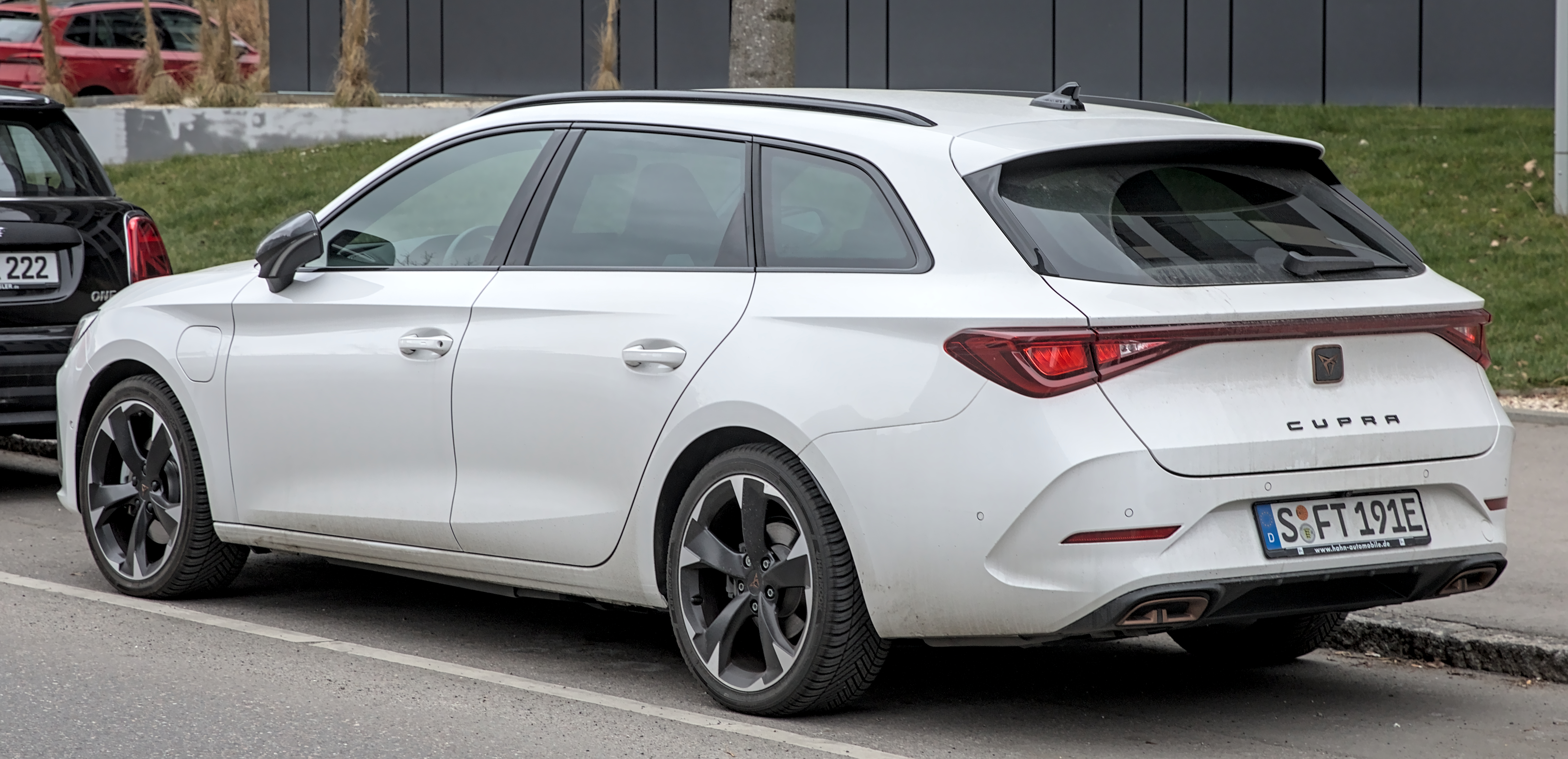
Cupra Leon ST – tył

## Osiągi
Klienci do wyboru mają dwa rodzaje przeniesienia napędu – na przednią lub obie osie. Według zapewnień producenta, odmiana hybrydowa w przypadku nadwozia hatchback potrafi rozpędzić się ze startu zatrzymanego do 100 km/h w 6,7 sekundy. Kombi pod nazwą Sportstourer na dokonanie tego samego potrzebuje 7 sekund. Prędkość maksymalna wynosi 225 km/h. Według standardów NEDC, samochód zadowala się zużyciem paliwa na poziomie 1,6 l/100 km. Emituje przy tym 35 g CO2 na każdy kilometr. W trybie w pełni elektrycznym jest w stanie pokonać do 68 kilometrów.

### Silniki
| Silnik             | Typ silnika        | Moc maksymalna [KM] | Przyspieszenie 0–100 km/h [s] | Prędkość maks. [km/h] |                    |                    |                    |
| Silniki benzynowe: | Silniki benzynowe: | Silniki benzynowe:  | Silniki benzynowe:            | Silniki benzynowe:    | Silniki benzynowe: | Silniki benzynowe: | Silniki benzynowe: |
| ------------------ | ------------------ | ------------------- | ----------------------------- | --------------------- | ------------------ | ------------------ | ------------------ |
| 1.5 TSI            | R4                 | 150                 | 8,9                           | 214                   |                    |                    |                    |
| 2.0 TSI            | R4                 | 190                 | 7,4                           | 230                   |                    |                    |                    |
| 2.0 TSI            | R4                 | 245                 | 6,4                           | 250 (ogranicznik)     |                    |                    |                    |
| 2.0 TSI            | R4                 | 300                 | 5,7                           | 250 (ogranicznik)     |                    |                    |                    |
| 2.0 TSI 4Drive     | R4                 | 310                 | 4,9                           | 250 (ogranicznik)     |                    |                    |                    |
| Silniki hybrydowe: |                    |                     |                               |                       |                    |                    |                    |
| 1.4 e-HYBRID       | R4                 | 204                 | 7,8                           | 205                   |                    |                    |                    |
| 1.4 e-HYBRID       | R4                 | 245                 | 7,0                           | 210                   |                    |                    |                    |
| 1.5 eTSI           | R4                 | 150                 | 8,7                           | 214                   |                    |                    |                    |

## Konkurencja
Najmocniejsza odmiana Cupry Leona konkuruje z takimi samochodami jak m.in. Volkswagen Golf R, Honda Civic Type R, Mercedes-AMG A 35 4Matic i Audi S3.